# Arthur Grumiaux
Pour les articles homonymes, voir Grumiaux.
Arthur Alix Ghislain Grumiaux, né le 21 mars 1921 à Villers-Perwin, près de Charleroi (Belgique), et mort le 16 octobre 1986 à Bruxelles, est un violoniste virtuose et pédagogue belge.
Professionnel à dix-huit ans, il a fait rayonner l'art du violon belge à l'échelle internationale, dans le sillage de ses prédécesseurs Henry Vieuxtemps et Eugène Ysaÿe. Arthur Grumiaux était célèbre pour son jeu pur, sobre et intense, ainsi que pour sa volonté de fidélité aux intentions des compositeurs.

## Biographie

### Enfance et formation musicale (1921-1939)

#### Une famille maternelle mélomane
Arthur Grumiaux nait le 21 mars 1921 à Villers-Perwin, village situé au nord de la ville de Charleroi, en Belgique. Il est l'unique enfant de Marie-Ghislaine Fichefet (1894-1980), qu'on appelle Juliette, et de Jean-Baptiste Grumiaux (1894-1954). Le couple de ses parents est fragile : son père est rarement présent, et sa mère travaille beaucoup pour subvenir aux besoins d'Arthur. Dans ce cadre, le petit garçon est rapidement élevé chez ses grands-parents, à Fleurus, ville située à une dizaine de kilomètres de son village natal.

Vers l'âge de cinq ans, Arthur Grumiaux reçoit ses premiers cours de violon et de piano de son grand-père Jean-Baptiste Fichefet (1871-1961), qui se fait appeler Joseph. Musicien retraité du 1er Régiment des Chasseurs à pied, Joseph Fichefet possède un magasin de musique à Fleurus, où il enseigne plusieurs instruments. C'est d'ailleurs lors de ces cours privés que le grand-père aurait remarqué les talents précoces de son petit-fils pour la musique :   
« Des élèves viennent prendre leurs leçons chez moi. Ils ont observé que l'enfant les accompagnait en jouant de deux morceaux de bois, qui figuraient le violon et l'archet. Il faisait exactement les gestes indiqués. Bien plus : une fausse note l'énervait jusqu'à l'irritation. Alors, je lui ai acheté un violon, - un vrai, parce qu'il avait dédaigneusement jeté celui que lui avait offert saint Nicolas... Et voilà ! ... Il travaille deux heures par jour, - pour s'amuser. »
 Chez les Fichefet, la musique est une histoire de famille. Joseph Fichefet a tenu à fournir à ses enfants et petits-enfants une certaine éducation musicale. Ainsi, son fils, Joseph Fichefet (1892-?), clarinettiste et saxophoniste, obtient le Grand Premier Prix du Conservatoire de Bruxelles en 1910, puis fait carrière à Paris. Deux des trois filles du grand-père Fichefet sont également musiciennes. Catherine, la tante d'Arthur, et Mathilde Fichefet (surnommée « Ida »), sa marraine, gagnent leur vie en donnant des leçons et en assurant, le soir, l’accompagnement musical de films muets projetés au cinéma de Charleroi. La presse de l'époque relate cette hérédité musicale : 
« Le plus curieux de l’histoire, c’est la constance de l’hérédité de l’instinct musical dans la famille Fichefet. Son arbre généalogique […] révèle, depuis plus de deux siècles, la continuité de ce don merveilleux, les pères formant les fils ou petits-fils […] C’est ainsi que M. Fichefet […] est un musicien renommé. Il a formé ce petit-fils en qui la gloire de famille semble bien devoir s’épanouir un jour avec grand éclat. »
« Ajoutons en finissant qu'Arthur Grumiaux, musicien virtuose déjà célèbre dans notre pays, est issu d'une famille de musiciens. Son oncle M. Joseph Fichefet, fils de M. J.-B. Fichefet précédemment cité, lauréat du Conservatoire royal de Bruxelles en 1910 […] ; musicien averti il est actuellement chef d'un fameux orchestre parisien. Son grand-père a fait depuis longtemps ses preuves ; J.-B. Baude, grand-père de M. J.-B. Fichefet, se distingua comme chef de musique et fut un fin violoniste ; enfin M. Joseph Baudé-Bonaventure, père de J.-B. Baudé (1753-1806) était également un artiste musicien renommé. »
Enfant prodige, Arthur Grumiaux se produit pour la première fois en concert à cinq ans et demi, à Fleurus. Malgré son très jeune âge, la presse loue d'ores et déjà son grand talent : 
« C'est qu'Arthur Grumiaux est déjà un musicien pour de bon. Il nous a donné, lundi, […] une audition qui lui a valu un triomphe. Ce « bambino » a réellement l'instinct du rythme et de la mesure et déjà, dans les morceaux qu'il joue accompagné au piano par sa tante, Mlle Fichefet, se révèle un sentiment très vif. […] Nous lui souhaitons une belle carrière, que promettent ses dons exceptionnels. »
Un article de la Gazette de Charleroi daté du 16 mars 1927 fait déjà état des capacités hors normes d'Arthur Grumiaux : « On ne couvrit pas de fleurs le virtuose, mais on lui offrit un grand sachet de pralines, au milieu des applaudissements sans fin des auditeurs. »

#### Le Conservatoire de Charleroi
À cinq ans, parallèlement à une scolarité traditionnelle à l'Institut Episcopal Saint Victor de Fleurus, le jeune garçon entre au Conservatoire de Charleroi. Il y étudie le violon et le piano avec Fernand Quinet, alors directeur de l'établissement. Le petit Grumiaux suit également des cours de solfège.
Le petit Fleurusien excelle tant dans la pratique du violon que du piano, et dès 1928, à peine un an après son entrée au Conservatoire, il est considéré comme un virtuose des deux instruments : « Exécution sensationnelle par Arthur Grumiaux, âgé de 7 ans, virtuose du piano et du violon […] ». La même année, il réussit l'épreuve de fin d'année de piano et de violon avec la plus grande distinction et reçoit une 2e mention de solfège. L'année suivante, les distinctions s'enchainent : 1re mention avec distinction au cours de solfège moyen, 1re mention de piano, 1re mention de violon, toutes deux avec grande distinction. En juillet 1930, le petit Grumiaux se voit accorder, pour le violon, une première mention avec distinction. Quelques jours plus tard, pour le piano, il reçoit la première mention avec distinction et félicitations du jury. En 1932, lorsqu'il quitte le Conservatoire de Charleroi, le violoniste reçoit le premier prix de violon avec la plus grande distinction (classe de M. Béthume), la première mention de piano (classe de M. Delvigne) avec les félicitations du jury (Ernest Closson, Mathieu Crickboom, Alfred Dubois, Marcel Maas et M. A. Henry) le premier prix avec la plus grande distinction pour la lecture à vue, la transposition et le solfège (classe de M. Henry). Cela incite la ville de Charleroi à lui décerner la « médaille de la Ville », décernée pour la première fois.

#### Le Conservatoire de Bruxelles
En octobre 1932, après cinq ans passés au Conservatoire de Charleroi, Arthur Grumiaux entre au Conservatoire royal de Bruxelles afin d'y achever sa formation musicale. Entre 1932 et 1933, il y étudie l'harmonie dans la classe de Henry Sarly. L'année suivante, il est admis aux cours d'harmonie (division supérieure) et de violon de Fernand Quinet et d'Alfred Dubois, un élève d'Eugène Ysaÿe. Bien que ses dons pour le piano et le violon ne soient plus à démontrer, le petit Grumiaux doit choisir un seul instrument. C'est son grand-père, Joseph Fichefet, qui prend la décision selon l'argument suivant : « Il y a plus de pianistes que de violonistes ». Dubois et Grumiaux dépasseront le stade de maître et d'élève et développeront une forte amitié, se produisant également en concert ensemble, dès 1935.
Le 11 décembre 1933, à l'occasion de l'annuel banquet des anciens officiers et sous-officiers de l'armée belge, Arthur Grumiaux se produit dans le Concerto pour violon en mi majeur de Bach et au piano dans une valse de Chopin. C'est l'une des dernières représentations officielles du musicien en tant que violoniste et pianiste.

Toutefois, Arthur Grumiaux a continué officieusement sa pratique du piano, accompagnant ses élèves au piano et jouant de l'instrument en privé, notamment avec son amie et partenaire Clara Haskil. Il a même accepté de jouer dans un même concert le Concerto pour violon et le Concerto pour piano no 4 de Beethoven. En 1961, il enregistre, pour Philips, un disque dont il assure les parties de piano et de violon : « Mozart, Brahms / Arthur Grumiaux – Les sonates pour piano et violon ». Dès novembre 1961, le magazine mensuel Connaissance des arts souligne ce tour de force :   
« C'est sans doute la première fois au monde qu'un artiste illustre et de la renommée d'Arthur Grumiaux tente… et réussit cette expérience : enregistrer à lui seul la partie de piano et la partie de violon des sonates […]. »
L'année 1935 marque plusieurs évènements importants dans la carrière professionnelle d'Arthur Grumiaux. Cette année-là, à quatorze ans, il décroche ses premiers prix : premier prix de violon avec grande distinction et premier prix de musique de chambre avec distinction. Il se classe également second au cours supérieur d'harmonie. À la suite de ces nombreux succès, la ville de Fleurus organise, le samedi 27 juillet 1935, une manifestation en son honneur, mobilisant trois sociétés de musique et formant un cortège composé du bourgmestre, de deux échevins, d'un notaire, d'un secrétaire communal et du commissaire de police. Le cortège traverse alors « de nombreuses artères de la ville, le prodige recevant partout un accueil sympathique ». Il s'ensuit une soirée à l'hôtel de ville, où les autorités, Arthur Grumiaux et son grand-père prennent successivement la parole. Le jeune violoniste reçoit, en gage de l'estime des autorités, un archet de valeur et des fleurs. Le 9 octobre, Grumiaux effectue son premier passage à la radio (Radio Catholique Belge) avec un récital pour violon comprenant la Romance pour violon et orchestre no 2 en fa majeur de Beethoven et le Rondo capriccioso de Saint-Saëns. Le 3 décembre, en collaboration avec la Société des instruments à vents, il donne un concert à la Maison des Arts de Bruxelles, où il interprète la Sonate no 3 en ré mineur d'Eugène Ysaÿe. Le lendemain, Arthur Grumiaux se fait entendre à la Radio Catholique Belge dans le Prélude de Lohengrin de Wagner et dans le Concerto pour violon no 5 en la mineur, op. 37 (en) d'Henri Vieuxtemps aux côtés du Grand Orchestre symphonique de l'INR, dirigé par Franz André.
Cette mise en lumière permet au jeune interprète fleurusien de se faire entendre, dès 1936, « avec accompagnement d'orchestre et avec le plus grand succès, à l'INR, au Conservatoire royal de Bruxelles et au Conservatoire de Paris ». Le 8 mars 1936, Arthur Grumiaux joue pour la première fois avec orchestre en dehors du Conservatoire, à la salle provinciale de Charleroi. Accompagné de son maître Alfred Dubois, ils sont dirigés par François Rasse et interprètent le Concerto pour deux violons en ré mineur de Bach. Début mars, à Paris, il se produit aux côtés de Lina Dauby (cantatrice), d'Elisabeth Sanglier-Hans (violoncelliste) et de Robert Courte (altiste), que Grumiaux retrouvera dans le Quatuor Artis pendant la guerre. C'est également à partir de 1936 que Grumiaux se fait accompagner au piano par Léon Degraux (1909-1982), avec lequel il enregistre ses premiers disques une dizaine d'années plus tard.
Pendant l'été 1936, sous les recommandations de Dubois, Grumiaux se rend à Paris afin d'y suivre durant six semaines le cours de maîtrise donné par le violoniste Georges Enesco. Le 23 novembre, Grumiaux remporte le prix de virtuosité pour le violon. Le 1er décembre, on lui décerne le prix Adolphe Canler. Une semaine plus tard, après un « brillant concours », le violoniste de quinze ans est admis au Concours Eugène Ysaÿe (devenu Concours musical international Reine Élisabeth de Belgique), qui a lieu le 2 avril 1937. Parmi une centaine de candidats, seuls cinq sont belges : Grumiaux, René Costy, Robert Hosselet et Carlo Van Neste. À cette occasion, la reine Élisabeth « met une somme de 25 000 francs à la disposition des cinq violonistes belges admis à l'épreuve internationale. La reine prête aussi ses deux violons, un Stradivarius et un Ruggeri aux aspirants au prix Ysaye ». Aucun des cinq candidats ne sera lauréat, le premier prix revenant au Russe David Oïstrakh. En février 1937, le violoniste fleurusien est candidat au VIIIe prix Henry Vieuxtemps, qui se déroule à Verviers, ville natale du virtuose. Le prix est remporté par le Verviétois Albert Spéguel, qui remporte 3 voix contre 2 pour Arthur. Le 20 mars, Grumiaux se produit au Conservatoire royal de Gand dans un concert dédié à Felix Mendelssohn. Un mois plus tard, il joue pour l'INR sous la direction de Paul Gason dans un « Concert Mozart ». Le 22 mai, le jeune violoniste est à la salle de l'Harmonie de Verviers pour un concert de bienfaisance au profit des bourses d'études D. D. Thys organisé en collaboration avec la Société royale d'émulation, le Cercle musical de Verviers et la Petite Symphonie de Stavelot. En août, l'élève d'Alfred Dubois prend part à une séance de l'INR consacrée aux œuvres de Louis Hillier, aux côtés des cantatrices Hélène Kirsch et Rachel Piette. Fin novembre (ainsi que fin janvier et fin mars 1938), Grumiaux, accompagné du pianiste Alexandre Uninsky et du bassiste Maurice De Groot, joue sous la direction de Fernand Quinet dans le cadre des Concerts symphoniques populaires. En décembre, Grumiaux remporte également le premier prix d'harmonie en division supérieure de violon et de musique de chambre. À la fin du mois, Grumiaux retrouve Franz André et l'orchestre symphonique de l'INR pour jouer le Concerto pour violon et orchestre de Paganini.
En mars 1938, le Conservatoire de Charleroi organise un gala symphonique à l'Hôtel de Ville et choisit pour l'occasion Arthur Grumiaux, dirigé par Fernand Quinet, dans le Concerto pour violon de Tchaïkovsky. En mai, Grumiaux est candidat au prix Kreisler, qui est décerné à Vasco Abadjieff. Grumiaux, Lucien Fagnard (Conservatoire de Liège) et Frédéric Pétronio (Conservatoire de Liège) s'étant tous trois distingués, ils reçoivent tout de même cinq œuvres d'Eugène Ysaÿe, offertes par Antoine Ysaÿe. En juillet, Grumiaux reçoit une mention pour son examen de contrepoint (classe de Raymond Moulaert). Le 27 novembre, au Conservatoire de Charleroi, est organisé un récital ayant « pour but principal de trouver les fonds nécessaires à l'achat d'un violon pour celui que les musiciens belges considèrent comme le virtuose le mieux doué de la Wallonie […]. Les C. S. P. voudraient que Grumiaux puisse faire valoir son précoce talent sur un instrument digne de lui, ils espèrent que le résultat matériel du récital leur permettra de réaliser ce projet. »
En mai 1939, Grumiaux se rend à Rome à l'occasion de l'inauguration de l'Academia Belgica. Entouré d'une trentaine d'étudiants majoritairement musiciens issus des écoles des Beaux-Arts et des Conservatoires royaux, le virtuose est notamment accompagné par Marcel Quinet. Le mois suivant, à la suite du premier prix Henry Vieuxtemps (Verviers, février) Grumiaux donne son premier grand concert à Bruxelles, au Palais des Beaux-Arts, sous la direction de Charles Münch, dans le cadre des Concerts symphoniques populaires de la Société Philharmonique de Bruxelles, avec au programme le Concerto de Felix Mendelssohn. Deux semaines plus tard, le violoniste joue le 5e concerto pour violon de Vieuxtemps pour l'INR accompagné de l'Orchestre national de Belgique, sous la direction de Léon Jongen. Fin août, Grumiaux remporte le Prix François Prume, organisé au Grand Casino de Stavelot.

### Seconde Guerre mondiale (1940-1945)
Le 3 avril 1940, Arthur Grumiaux remporte le prix de virtuosité du gouvernement belge, après avoir exécuté le Concerto en ré majeur de Beethoven, le Concerto pour violon et orchestre de Brahms ainsi que Tzigane de Ravel sous la direction de Léon Jongen. En mai 1940, le violoniste part pour Toulouse en tant que cultivateur. Sans qualifications pour cette fonction, le fleurusien change rapidement d'occupation et donne des cours de violon aux enfants du village. Il est de retour à Fleurus à la mi-août.
En 1941, Grumiaux reçoit le premier prix de fugue et le prix Gevaert, dans la classe de Jean Absil. La même année, il reçoit le Prix du Hainaut.
Entre 1941 et 1945, il est le deuxième violon du Quatuor Artis, créé par le violoncelliste belge Robert Maas. Grumiaux y côtoie son maître Alfred Dubois, premier violon, ainsi que Robert Courte, alto.
Parallèlement, il est chargé de cours de violon dans la classe d'Alfred Dubois et assure l’intérim de son ancien professeur Georges Béthume au Conservatoire de Charleroi.

### Carrière

#### L'après-guerre et les premiers enregistrements (1945-1950)
Après la guerre, l’impresario anglais Walter Legge, alors directeur de la firme EMI à Londres, engage Grumiaux pour l’ENSA (Entertainments National Service Association = Société de Spectacles du Service National), une organisation artistique anglaise qui organise des concerts pour les troupes alliées. Grumiaux se produit dans de nombreuses villes européennes et réalise ses premiers enregistrements à Londres, notamment avec l'Orchestre symphonique de la BBC et avec le pianiste Gerald Moore. Arthur Grumiaux est le premier artiste belge appelé à se produire sur le sol britannique depuis la fin de la guerre.
En 1949, à la suite du décès d'Alfred Dubois, Grumiaux lui succède au Conservatoire de Bruxelles.

#### Le lancement de sa carrière internationale (1951-1960)
Ses enregistrements et ses liens avec Walter Legge permettent de lancer sa carrière internationale. Grumiaux se produit alors en Angleterre, en Allemagne, en Suisse, en Italie, en Suède, au Portugal, en Tchécoslovaquie et en Belgique.
Entre 1952 et 1954, il effectue ses premières tournées américaines.
En 1953 nait le duo Clara Haskil-Arthur Grumiaux, qui perdure jusqu'en 1960, année où la pianiste roumaine décède. Ce partenariat musical sera très fructueux : ils enregistrent l'intégrale des sonates pour piano et violon de Beethoven et six sonates de Mozart.

#### Une carrière nationale et internationale (1961-1986)

##### Le Festival de Stavelot (1960-1985)
Le 17 août 1960, Arthur Grumiaux se produit pour la première fois au Festival de Stavelot, fondé trois ans auparavant. Il est accompagné par le pianiste hongrois Istvan Hajdu.
À partir de 1962, Arthur Grumiaux se rend chaque année au Festival de Stavelot, avec, à partir de 1975, le titre de président d'honneur. En 1985, un an avant sa mort, il y participe au festival pour la dernière fois. Il y donne un récital avec la claveciniste Christiane Jaccottet et le Concerto pour violon no 1 en si bémol majeur, K. 207, de Mozart avec l'orchestre de chambre polonais que dirige Jerzy Maksymiuk.

##### Le Trio Grumiaux
Les 14 et 15 août 1965, au Festival de Stavelot, ont lieu les premiers concerts du Trio Grumiaux. Celui-ci est formé d'Arthur Grumiaux (violon), de Georges Janzer (alto) et d'Eva Czako (violoncelle).
Le Trio participe notamment au Festival de Stavelot et enregistre chez Philips, dès 1967, des œuvres de Mozart, Beethoven, Schubert ou Haydn.

## Instruments
En concert, il jouait généralement sur son Guarnerius del Gesù de 1744, le Hemmel. Il était également en possession d'un Stradivarius de 1715, le Titan (ayant appartenu à Efrem Zimbalist) et de plusieurs Guadagnini. Ces instruments appartiennent désormais à d'autres violonistes.
Il utilisait aussi en concert et pour les enregistrements son Charles François Gand (en) modèle breveté à table trois pièces ou un de ses deux Joseph Hel (témoignage de son luthier de Bruxelles Antoni Jassogne[réf. à confirmer]). 
Le reste des violons est géré par la Fondation Arthur Grumiaux, qui les prête à de jeunes musiciens. En 2021, à l'occasion du centenaire de la naissance de Grumiaux, la fondation a édité un livret sur sa collection de violons, constituée de :
- deux violons de Jean-Baptiste Vuillaume ;
- deux violons de Joseph Hel ;
- un violon de Nicolas François Vuillaume ;
- un violon inventorié « Balestrieri » ;
- un violon inventorié « Montegazza » ;
- deux violons de Georges Chanot ;
- un violon de Charles-François Gand (en) ;
- un violon de Jules Granjon ;
- un violon de Paul Sylvestre ;
- un violon de Paul Bailly ;
- un violon de Jean Bauer ;
- un violon de Hans Schicker ;
- un alto de Maucotel[66].

## Distinctions

### Distinctions belges
- Par arrêté royal du 14 janvier 1957, Arthur Grumiaux est fait chevalier de l'ordre de la Couronne[67].
- Le 26 août 1966, par arrêté royal, Arthur Grumiaux est fait officier de l'ordre de Léopold II[68][réf. à confirmer].
- En 1972, le roi Baudouin confère à Arthur Grumiaux le titre nobiliaire de baron[69].
- Commandeur de l'ordre de la Couronne : en 1972, Arthur Grumiaux est promu commandeur de l'ordre de la Couronne[69]. Le 27 avril 1973, à Bruxelles, Pierre Falize, ministre de la Culture française, lui remet la cravate de commandeur de l'ordre de la Couronne[70][réf. à confirmer].

## Honneurs / hommages
- Il est citoyen d'honneur de la ville de Stavelot et, en 1977, de son village natal, Villers-Perwin. À cette occasion, il inaugure une plaque commémorative sur sa maison natale et offre un concert dans l'église du village.
- En astronomie est nommé en son honneur (4571) Grumiaux, un astéroïde de la ceinture principale découvert en 1985[71].
- Le 27 septembre 1989, une sculpture de marbre blanc à l'effigie d'Arthur Grumiaux est inaugurée dans le hall de la Maison de la Culture de Namur. L'œuvre, réalisée par le sculpteur bruxellois Philippe Desomberg, est une commande de la Communauté française[72].
- En 1996, dix ans après le décès du musicien, le conservatoire de Charleroi, où Grumiaux avait commencé sa formation musicale, est rebaptisé Conservatoire Arthur Grumiaux[73].
- La même année, l'avenue Bel Horizon, située à Rhode-Saint-Genèse, lieu de résidence d'Arthur Grumiaux et de son épouse à partir de 1952, prend le nom Avenue Arthur Grumiaux[74].
- En 2019, la ville de Fleurus renomme le Parc du Gazomètre, qui devient le Parc Arthur Grumiaux[75].

## Fondation Arthur Grumiaux
En 1987, un an après la disparition du violoniste, son épouse, Amanda Webb, crée la Fondation Baron Arthur Grumiaux. Selon la volonté du violoniste, la Fondation a pour mission principale d'aider les jeunes artistes, à travers le prêt de violons de la collection d'Arthur Grumiaux, l'octroi de bourses, l'organisation du Concours International de Violon « Arthur Grumiaux » (réservé aux jeunes interprètes de 6 à 21 ans), ou encore le soutien de son propre orchestre de chambre (créé en 2016), qui  permet à de jeunes musiciens, notamment aux lauréats du Concours Arthur Grumiaux, de se produire en solistes accompagnés de musiciens professionnels.
Jusqu'en 2021, la Fondation gère le patrimoine légué par Arthur Grumiaux. Elle participe également à sa valorisation, en réalisant la numérisation de nombreux documents (correspondance, contrats, critiques, etc.). Elle a aussi effectué la compilation et la sauvegarde de la totalité des enregistrements sonores et visuels réalisés par et sur Arthur Grumiaux. Depuis décembre 2021, le Fonds Arthur Grumiaux est en dépôt à la section de la Musique de la Bibliothèque royale de Belgique, où il sera conservé, catalogué et valorisé.
Depuis 2015, la Fondation est devenue une fondation d’utilité publique. Elle est gérée par un conseil d'administration composé de dix administrateurs et présidé par le violoncelliste Luc Dewez.

## Le fonds Arthur Grumiaux
Constitué par la Fondation Arthur Grumiaux après le décès du violoniste, le fonds Arthur Grumiaux est ensuite donné à la Fondation Roi Baudouin. En décembre 2021, année du centenaire de la naissance du virtuose, ce fonds est mis en dépôt à la section de la Musique de la Bibliothèque royale de Belgique (KBR). Cet ensemble exceptionnel comprend plus de 2 000 partitions manuscrites et imprimées, souvent annotées ou dédicacées, quelque 2 600 photographies, plus de 1 800 lettres et cartes postales, plus de 1 000 archives sonores, plus de 1 000 programmes de concerts, plus de 560 ouvrages, ou encore plusieurs centaines de documents d’archives tels que des contrats (environ 650).  Le tout représente une source documentaire fondamentale pour l'étude de la vie personnelle et professionnelle de cet interprète emblématique du XXe siècle.

## Concours international Arthur Grumiaux

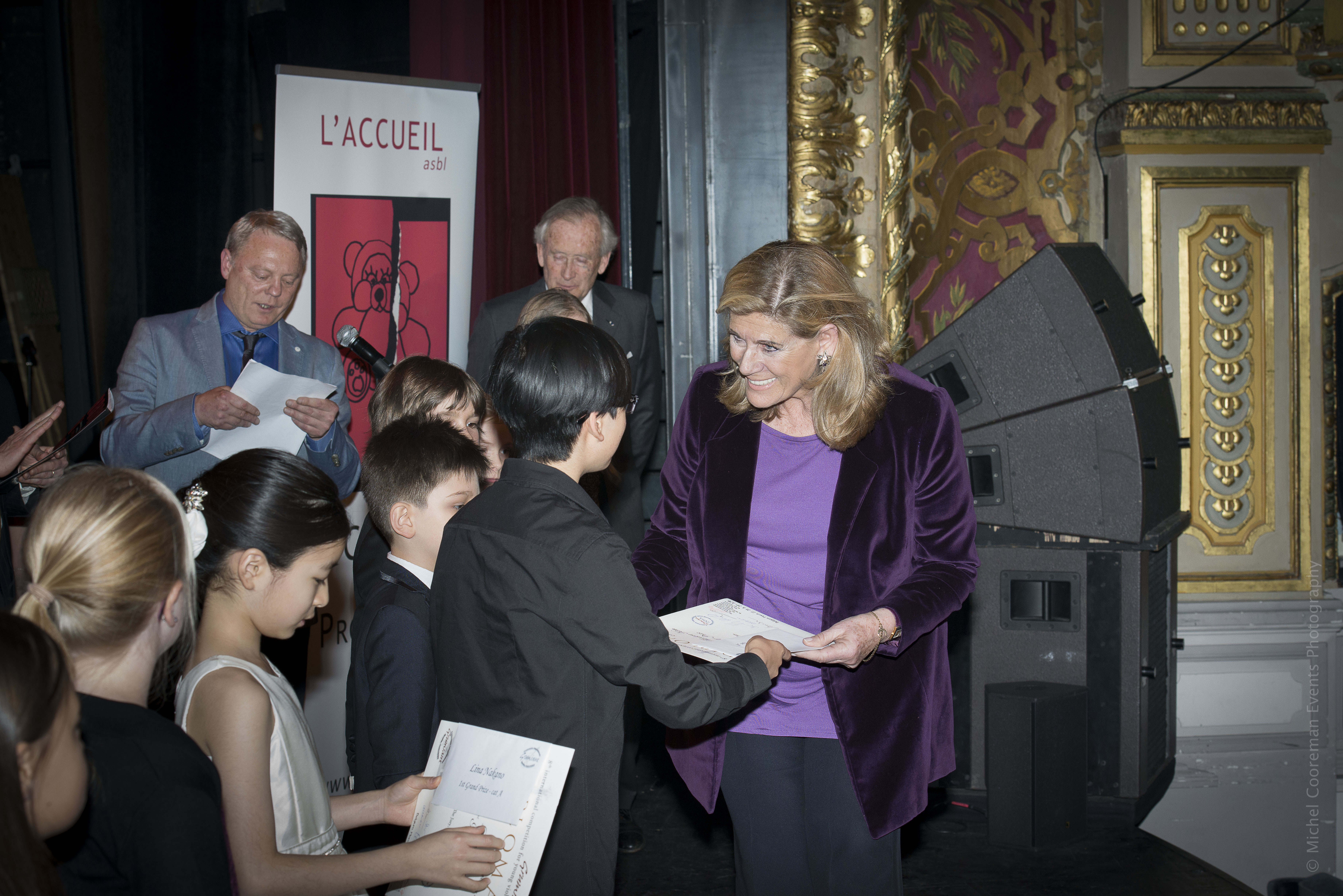
La princesse Léa de Belgique récompense les lauréats en 2015.

En 2008, le Concours international Arthur Grumiaux pour jeunes violonistes (de 7 à 21 ans) est créé à Namur par le violoniste Igor Tkatchouk à la mémoire du violoniste belge. Le concours a pour objectif de « former les très jeunes musiciens talentueux et de les préparer à la scène, ainsi que les faire connaître dans le monde musical ». Il permet également la promotion d'œuvres de compositeurs belges.
À l'origine, le concours est nommé « Concours international "Bravo !" ». En 2015, pour sa huitième édition et à la suite du partenariat avec la Fondation baron Arthur Grumiaux, le concours devient « Concours international Arthur Grumiaux pour jeunes violonistes ».
En 2022, la 14e édition du concours s'est tenue du 6 au 9 avril, au Koninklijk Conservatorium Brussel.

## Archives audiovisuelles
Il nous reste des interprétations musicales d'Arthur Grumiaux un certain nombre de témoignages audiovisuels. L'artiste a été filmé jouant :
- Bach : Partita pour violon seul no 2 en ré mineur, BVW 1004 ; Sarabande et la Chaconne (respectivement les 14 mai et 21 mars 1962 et 1967) ;
- Beethoven : Concerto pour violon et orchestre en ré majeur, op. 61 - Orchestre national de l'ORTF (Paris, salle Pleyel le 4 février 1965) ;
- Bloch : Nigoun (improvisation), 2e partie de Baal Shem, suite pour violon et piano « Trois images de la vie hassidique », avec André Chometon au piano (Paris, le 21 mars 1967) ;
- Mendelssohn : Concerto pour violon et orchestre en mi mineur, op. 64 - Orchestre national de la RTF ;
- Paganini : Caprice pour violon no 14 en mi majeur, op. 1 (Nice, Palais de la Méditerranée, le 22 janvier 1961).

## Postérité
Un enregistrement de Gavotte en Rondeau de la Partita no 3 en mi majeur de Bach, interprétée par Arthur Grumiaux, est gravé sur le Voyager Golden Record. Ce disque de 90 minutes accompagne la sonde spatiale Voyager 1 de la NASA, lancée en 1977 en vue d'explorer le Système solaire.
La sonde spatiale, 47 ans après son lancement, progresse désormais dans l'espace interstellaire,. Cet enregistrement a été choisi par le scientifique Carl Sagan,.

## Sépulture
Arthur Grumiaux repose au cimetière des moines de l'abbaye de Maredsous, auprès de ses amis musiciens, Dom Adrien Nocent et Dom Ambroise Watelet.
La stèle funéraire dessinée en 1986 par son ami architecte Jacques Moeschal contient les cendres d'Arthur Grumiaux ainsi que celles de son épouse Amanda Webb décédée depuis.

## Évocations
- Nathan Milstein, autre violoniste d’exception disait : « De tous les violonistes, il était celui que je préférais. Chez lui, j'aimais tout parce que tout était intéressant, chaleureux et vrai[87],[88]. »
- Le pianiste Dinu Lipatti lui écrit en 1947 : « C'est de Berne que j'ai pu écouter votre magnifique exécution du Bartok à Genève. Je peux vous dire l'immense joie artistique ressentie en vous écoutant. De savoir que dans cette Europe décadente, appauvrie et menacée existent encore de véritables valeurs humaines, cela donne de l’espoir dans l'avenir[88]. »

## Discographie partielle
Discographie de Grumiaux par compositeur :
Albéniz, Bach, Bartok, Beethoven, Berg, Berlioz, Bloch, Brahms, Bruch, Chausson, Corelli, Debussy, Dvořák, Elgar, Manuel de Falla, Fauré, Fiocco, Franck, Gluck, Gounod, Granados, Grieg, Haendel, Joseph Haydn, Michael Haydn, Hoffmeister, Jongen, Kodály, Kreisler, Lalo, Leclair, Lekeu, Massenet, Mendelssohn, Mozart, Moussorgsky, Nardini, Paganini, Paradies, Pergolesi, Ponce, Marcel Quinet, Ravel, Saint-Saëns, Pablo de Sarasate, Schubert, Schumann, Sibelius, Stravinsky, Johan Svendsen, Szymanowski, Tartini, Tchaïkovski, Telemann, Franz von Vecsey, Francesco Maria Veracini, Vieuxtemps, Viotti, Tomaso Antonio Vitali, Vivaldi, Wieniawski, Ysaÿe.
Discographie non exhaustive
- Arthur Grumiaux : Intégrale des Enregistrements Philips (1955-1978)
- Bach : Concertos Brandebourgeois nos 1, 2, 3, avec le English Chamber Orchestra, dir. Raymond Leppard
- Bach : Concertos nos 1 et 2 ; Double Concerto, avec Herman Krebbers (en) (violon) - Les Solistes Romands dirigés par Arpád Gérecz
- Bach : Sonates pour violon et clavecin, avec Christiane Jaccottet (clavecin)
- Bach : Sonates et partitas pour violon seul
- Beethoven : Concerto pour violon - New Philharmonia Orchestra, dir. Heinz Wallberg
- Beethoven : Concerto pour violon - Orchestre royal du Concertgebouw, dir. Edo de Waart
- Beethoven : Concerto pour violon, Romances - Orchestre royal du Concertgebouw, dir. Colin Davis
- Beethoven : The Violin Sonatas (Intégrale), Clara Haskil (piano)
- Beethoven : Violin Sonatas nos 1, 2, 4, 5, 7 et 8 ; Claudio Arrau (piano)
- Berg : Concerto à la mémoire d'un ange - Orchestre royal du Concertgebouw, dir. Igor Markevitch
- Brahms : Sonate pour piano et violon no 2 en la majeur, op. 100 - Arthur Grumiaux piano et violon (re-recording - 1959)
- Bruch : Concerto pour violon no 1
- Fauré : Violin Sonatas, Paul Crossley (piano)
- Frank : Sonate pour violon et piano, György Sebök (piano)
- Lalo : Symphonie Espagnole ; Ravel : Tzigane ; Chausson : Poème - Orchestre des Concerts Lamoureux, dir. Jean Fournet (1958)[89] LP Philips
- Lalo : Symphonie Espagnole ; Saint-Saëns : Introduction et Rondo Capricioso, Havanaise - Orchestre des Concerts Lamoureux, dir. Manuel Rosenthal. LP Philips report CD Decca Japan 2019
- Guillaume Lekeu : Sonate en sol majeur pour violon et piano, Riccardo Castagnone (piano)
- Mendelssohn : Concerto en mi mineur, op. 64 - Orchestre royal du Concertgebouw, dir. Bernard Haitink (1960)
- Mozart : Violin Concertos (complete) nos 1 à 5 - London Symphony Orchestra, dir. Colin Davis
- Mozart : 6 sonates pour violon et piano ; K. 301, K. 304, K. 376, K. 378, K. 454, K. 526 - Clara Haskil (piano)
- Mozart : Sonate pour piano et violon en mi bémol majeur, K. 481 - Arthur Grumiaux piano et violon (re-recording - 1959)
- Marcel Quinet : Esquisses concertantes pour violon et orchestre - Orchestre national de Belgique, dir. Fernand Quinet (Decca)
- Ravel : Quatuor à cordes ; Trio avec piano ; Sonate pour violon et piano, avec le Quartetto Italiano, Grumiaux Trio, Istvan Hajdu (Piano) - Diapason d'Or
- Saint-Saëns : Havanaise, Introduction et Rondo Capriccioso, Orchestre des Concerts Lamoureux, dir. Jean Fournet (1956) LP Philips
- Saint-Saëns : Concerto pour violon no 3, Orchestre des Concerts Lamoureux, dir. Jean Fournet (1956). LP Philips, report SACD Praga digitals 2013. Diapason d'or
- Saint-Saëns : Concerto pour violon no 3, Orchestre des Concerts Lamoureux, dir. Manuel Rosenthal (1966). LP Philips report CD Decca Japan 2019
- Schubert : Sonatine und Duos für Violine und Klavier, Veyron-Lacroix (piano)
- Stravinsky : Concerto pour violon, dir. Ferenc Fricsay
- Tchaikovsky : Concerto pour violon en ré majeur, op. 35 - Royal Concertgebouw Orchestra, dir. Bernard Haitink (1960)
- Vieuxtemps : Concertos pour violon nos 4 et 5 - Orchestre des Concerts Lamoureux, dir. Manuel Rosenthal (1966)
- Viotti : Concerto pour violon no 22

### Articles
- (en) « Arthur Grumiaux », dans Laura Diane Kuhn (dir.), Baker's Biographical Dictionary of Musicians, New York, Schirmer Books, 2001.
- (en) Ronald Crichton, « Grumiaux, Baron Arthur », dans Grove Music Online [en ligne], 2001, consulté le 18 janvier 2022.
- Martin Elste, « Grumiaux, Arthur », dans MGG Online [en ligne], novembre 2016, consulté le 18 janvier 2002.
- Jean-Michel Molkhou, « Arthur Grumiaux », dans Les Grands Violonistes du XXe siècle, t. 1 : De Kreisler à Kremer, 1875-1947, Paris, Buchet-Chastel, 2011, pp. 217-221.
- (en) Henry Roth, Violin Virtuosos : From Paganini to the 21st Century, Los Angeles, Classics Books, 1997,  (ISBN 1-879395-15-0).
- (en) Boris Schwarz, « Arthur Grumiaux », dans Great Masters of the Violin : From Corelli and Vivaldi to Stern, Zukerman and Perlman, Londres, Robert Hale, 1983, p. 377-378.

### Ouvrages
- Adrien Nocent, Mon ami Arthur Grumiaux. Souvenirs...inachevés, Bruxelles, Fondation Baron Arthur Grumiaux, 1996.
- Fondation Baron Arthur Grumiaux, Jean-François Chamberlan, Léon Guller, Philippe Heusghem et Philippe Koch, Arthur Grumiaux 1921-1986, Walhain, Fondation Baron Arthur Grumiaux, 2021.
- Laurence Winthrop et Michel Winthrop, Arthur Grumiaux. Gloire de l'école belge du violon, Lausanne, Editions Payot, coll. « Les Musiciens », 1996